# Служители зла
«Служители зла» (иер. трад. 倚天屠龍記之魔教教主, упр. 倚天屠龙记之魔教教主, кант.-рус.: И тхинь тхоу лун кэй чи: Мо кау кау чю) — гонконгский фэнтезийный фильм в жанре уся режиссёра и сценариста Вон Чина, снятый по роману Цзинь Юна «Записки о „Следующем небу“ и „Уничтожающей драконов“». В главных ролях 
Джет Ли, Шарла Чён и Чингми Яу.

## Сюжет
Чён Моукэй вместе с родителями возвращается с отдалённого острова и отправляется на гору Удан, чтобы отпраздновать столетие своего великого учителя Чён Самфуна. Несколько мастеров боевых искусств пытаются заставить родителей Моукэя раскрыть местонахождение его крёстного отца, Че Сёня, но они отказываются и совершают самоубийство в знак неповиновения. Мальчик получает серьёзные ранения от старейшин Юньмин и чуть не погибает, но Самфун проявляет особую заботу и пытается спасти ему жизнь. Однако это вызывает зависть старшего ученика Самфуна Сун Чхинсю, который вступает в союз с Чау Чие из школы Эмэй, чтобы причинить ему вред.
Однажды Чхинсю издевается над Моукэем, и тот падает со скалы вместе с девушкой Сиучиу, помогавшей ему. Случайно двое встречают монаха Фокуна, и парень полностью восстанавливается после ранений, а также за это время осваивает «технику девяти ян». Позже Моукэй узнаёт, что школа Шаолинь замышляет заговор с пятью другими школами боевых искусств, чтобы напасть на Яркую вершину, логово секты Мин, где находится его дед по материнской линии Инь Тхиньчен. Парень отправляется в запретное место на вершине и находит руководство «Великий сдвиг Неба и Земли», овладевая ещё одним мощным навыком, который впоследствии помогает секте Мин победить шесть школ. Члены культа благодарны Моукэю, по причине чего выбирают его своим новым главой.
Моукэй обнаруживает, что конфликт между культом Мин и шестью школами был спровоцирован заклятым врагом его крёстного отца, Чхин Кхуанем, который всё это время скрывался под видом шаолньского монаха. В то же время он сталкивается с Чиу Мань, монгольской принцессой, которая также является врагом его культа. Она использует специальный наркотик, чтобы отравить членов культа. Когда Моукэй требует, чтобы она дала ему противоядие, та заставляет его исполнить три её желания в обмен на спасение товарищей. В это же время Тхиньчен и члены культа, ошибочно полагая, что за отравлением стоит школа Шаолинь, отправляются в монастырь Шаолинь, чтобы отомстить, но, к своему удивлению, видят повсюду трупы. На самом деле, Чхинсю предал школe Удан и перешёл на сторону правительства Юань, возглавляемого монголами. Он находится в сговоре с Мань и её людьми с целью убийства Самфуна, но появляется Моукэй и успевает спасти своего великого учителя. Молодой глава секты Мин обещает не использовать свои недавно освоенные боевые навыки и умудряется победить старейшин Юньмин, используя тайцзицюань. Фильм заканчивается моментом, когда Мань уходит, сказав Моукэю отправиться в Даду, чтобы найти её, если он хочет спасти пропавших членов шести школ.

## В ролях
- Джет Ли — Чён Моукэй[кит.]
- Шарла Чён — Янь Соусоу[кит.] / Чиу Мань[англ.]
- Чингми Яу — Сиучиу[кит.]
- Саммо Хун — Чён Самфун
- Лён Каянь — Лук Чёнхак
- Нгай Син[англ.] — Сун Чхинсю
- Ричард Ын[англ.] — Вай Ятсиу
- Джиджи Лай[англ.] — Чау Чие[англ.]
- Френсис Ын — Чён Чхёйсань[кит.]

## Сборы в прокате
Фильм собрал 11 855 331 гонконгский доллар в прокате Гонконга за 20 дней показов в период с 18 декабря 1993 года по 6 января 1994 года. На Тайване, по завершении показов на 162 экранах островной территории, длившихся с 29 января по 11 марта 1994 года, общая сумма кассовых сборов составила 16 626 110 тайваньских долларов от аудитории в 104 317 зрителей.